# Pseudohemigordius
Pseudohemigordius es un género de foraminífero bentónico de la subfamilia Hemigordiopsinae, de la familia Hemigordiopsidae, de la superfamilia Cornuspiroidea, del suborden Miliolina y del orden Miliolida. Su especie tipo es Pseudohemigordius incredibilis. Su rango cronoestratigráfico abarcaba el Capitaniense (Pérmico medio).

## Discusión
Clasificaciones más recientes incluyen Pseudohemigordiusen la subfamilia Hemigordiinae de la Familia Hemigordiidae.

## Clasificación
Pseudohemigordius incluye a la siguiente especie:
- Pseudohemigordius incredibilis †